# Giorgio Ferrini
Giorgio Ferrini (né le 18 août 1939 à Trieste, et mort le 8 novembre 1976 à Turin), est un footballeur italien, devenu ensuite entraîneur.
Il fait partie des vainqueurs de l'Euro 1968.

## Biographie

### Carrière de joueur

#### Carrière en club
Ne jouant pas les trois premières saisons au Torino FC (1955-1958), il fut prêté à Varese FC pour une saison. Fort de cette expérience, il fut titulaire dans son club, et remporta la Serie B en 1960. De 1959 à 1975, il remporta deux coupes d'Italie (1968 et 1971), et termina deuxième de Serie A en 1972.

#### Carrière en sélection
En tant que milieu, Giorgio Ferrini fut international italien à 7 reprises (1962-1968) pour aucun but inscrit. Sa première sélection fut honorée à Bruxelles, le 13 mai 1962, contre la Belgique, qui se solda par une victoire (3-0).
Il participa à la Coupe du monde de football de 1962, au Chili. Il fut titulaire contre la RFA, ainsi que contre le Chili, mais il reçut un carton rouge dès la 7e minute, par conséquent, il ne joua pas contre la Suisse. L'Italie est éliminée au premier tour.
Il devra attendre cinq années avant de revenir en sélection (les éliminatoires de l'Euro 1968). Il disputa l'Euro 1968, fut titulaire contre l'URSS et contre la Yougoslavie (le premier match). Il remporta le championnat d'Europe. Cela constituera sa dernière sélection.

### Carrière d'entraîneur
Il devint lors de la saison 1975-1976 entraîneur-adjoint au Torino FC. Mais il meurt le 8 novembre 1976 à Turin, à l'âge de 37 ans d'un anévrisme.

### Hommage et postérité
Un stade de sa ville natale porte aujourd'hui son nom, le Stade Giorgio Ferrini, antre du Ponziana Calcio, club formateur de Giorgio Ferrini.

## Palmarès
| Torino \| - Championnat d'Italie : - Vice-champion : 1971-72. - Coupe d'Italie (2) : - Vainqueur : 1967-68 et 1970-71. - Finaliste : 1962-63 et en 1969-70. \| \| - Championnat d'Italie D2 (1) : - Champion : 1959-60. \| |  | Italie - Championnat d'Europe (1) : - Vainqueur : 1968. |
| - Championnat d'Italie : - Vice-champion : 1971-72. - Coupe d'Italie (2) : - Vainqueur : 1967-68 et 1970-71. - Finaliste : 1962-63 et en 1969-70.                                                                          |  | - Championnat d'Italie D2 (1) : - Champion : 1959-60.   |